# Anthony Mounier
Anthony Mounier (* 27. September 1987 in Aubenas) ist ein französischer Fußballspieler.

## Spielerkarriere
Anthony Mounier spielte bereits in der Jugend für seinen ersten Profiverein Olympique Lyon. Auch in der B-Mannschaft kam der talentierte Angreifer zum Einsatz. Im Sommer 2007 schließlich wurde er in die erste Mannschaft Lyons befördert und erhielt seinen ersten Profivertrag. Zwar spielte er für Lyon beim Peace Cup in drei Spielen und erzielte ein Tor, doch wurde er in der Hinrunde nicht mehr eingesetzt. Sein Ligadebüt gab er am 12. Januar 2008 beim 3:2-Heimsieg gg. den FC Toulouse. In diesem Match kam er in der 80. Spielminute für seinen Teamkollegen Hatem Ben Arfa ins Spiel.
Zur Saison 2009/10 wechselte er zum OGC Nizza. Im Juli 2012 wechselte er zum HSC Montpellier. Nach drei Jahren in Montpellier wechselte Mounier zum FC Bologna. Im Januar 2017 sollte er leihweise bei der AS Saint-Étienne spielen, wurde allerdings nicht von den Anhängern des Vereins akzeptiert, sodass das Leihgeschäft nach drei Tagen beendet wurde. Da er jedoch kein Spiel für Saint-Étienne absolviert hat, war ein weiteres Leihgeschäft möglich, sodass er sich bis zum Ende der Saison 2016/17 Atalanta Bergamo anschloss.

## Titel und Erfolge
- 2007 – Meister (Champions de France) und Französischer Supercup (Challenge des Champions) mit Olympique Lyon
- 2008 – Meister und Pokalsieger (Coupe de France)  mit Olympique Lyon